# آرون ماته
آرون ماته (به انگلیسی: Aaron Maté) روزنامه‌نگار کانادایی و گزارشگر گری‌زون است. او پیشتر تهیه‌کننده‌گی دموکراسی نو! را برعهده داشت و با نیشن و ریل‌کلیرپالیتیکس همکاری کرده‌است. او مجری برنامه عقب‌رانی با آرون مات در گری‌زون است. ماته در ونکوور به دنیا آمد و فرزند گابور ماته، پزشک، نویسنده و ستون نویس و رائه ماته، تصویرگر کتاب کودک است.